# Violante (Tiziano)
Violante è un dipinto a olio su tavola (64,5x51 cm) di Tiziano, databile al 1515 circa e conservato nel Kunsthistorisches Museum di Vienna. 

## Storia
L'opera faceva parte della raccolta veneziana di Bartolomeo della Nave e nel 1636 venne venduta al duca di Hamilton, che la portò a Londra. Successivamente l'acquistò l'arciduca Leopoldo Guglielmo, nel 1659, le cui raccolte sono poi confluite nel museo.
Il titolo si riferisce alla tradizionale identificazione con Violante, figlia di Palma il Vecchio (a cui a lungo venne attribuito il lavoro), priva però di qualsiasi fondamento. Un'incisione nel Theatrum pictoricum di Teniers del 1660 mostra il dipinto di dimensioni maggiori, prima che venissero forse decurtate due strisce sui lati destro e inferiore; in una rappresentazione della galleria arciducale dello stesso artista però, riferibile al 1651 circa, le dimensioni sono analoghe a quelle conosciute.
L'attribuzione a Tiziano spetta a Roberto Longhi, seguito dal Suida ed altri. La donna ritratta è molto simile alla santa Caterina della Sacra conversazione Balbi, nonché alla serie di ritratti femminili con una donna bionda dai capelli crespi e lunghi che comprende la Donna allo specchio del Louvre, la Flora agli Uffizi, la Vanità a Monaco, la Salomè della Galleria Doria Pamphilj e la Giovane donna con veste nera di Vienna.

## Descrizione e stile
Una donna dalla bellezza ideale si affaccia da un ipotetico parapetto appoggiandovi il braccio sinistro. Il busto e il volto sono di tre quarti, rivolti a destra, con lo sguardo che cerca quello dello spettatore. Il sontuoso vestito, tipico delle nobildonne veneziane, mostra una generosa scollatura, che esalta la bellezza del soggetto e conferisce una forte valenza sensuale.
Lo sfumato delicatissimo, di derivazione giorgionesca, rimanda alla fase giovanile dell'artista.

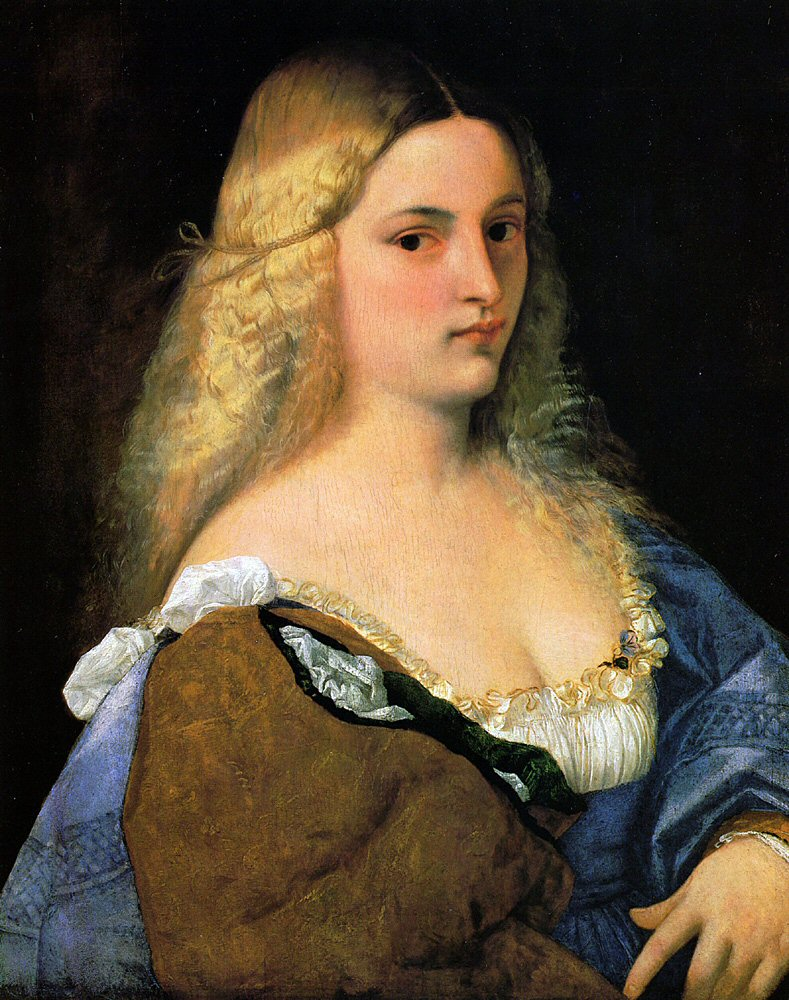
Violante (Kunsthistorisches Museum)
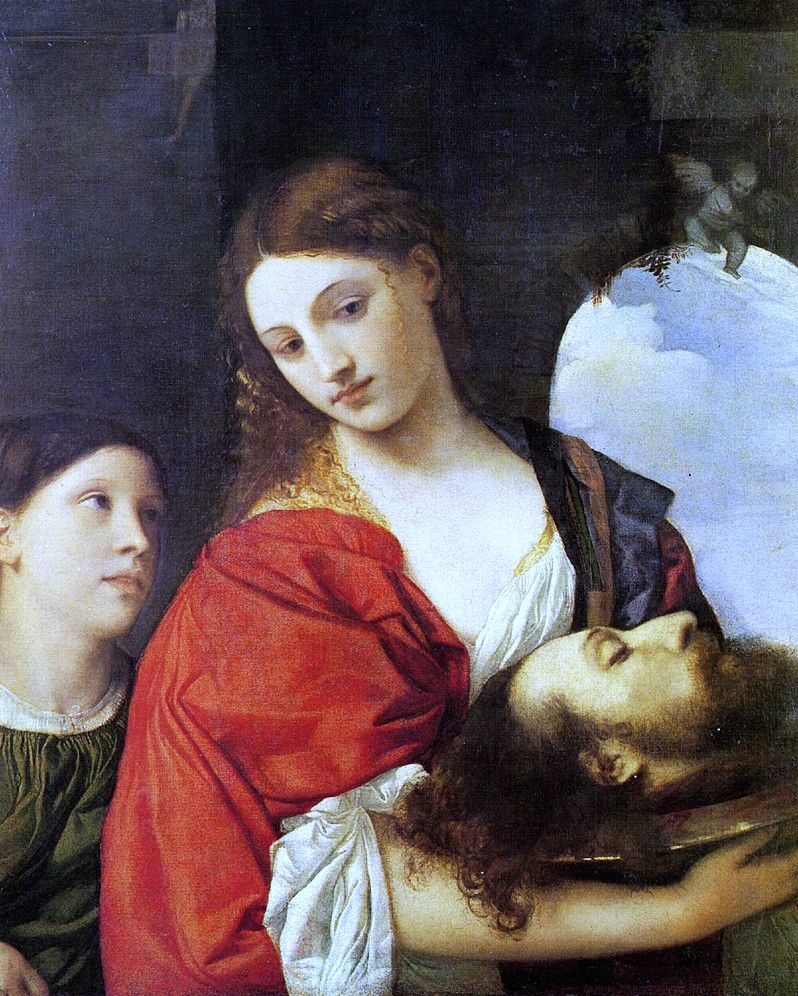
Salomè (Galleria Doria Pamphilj)
Donna allo specchio (Louvre)
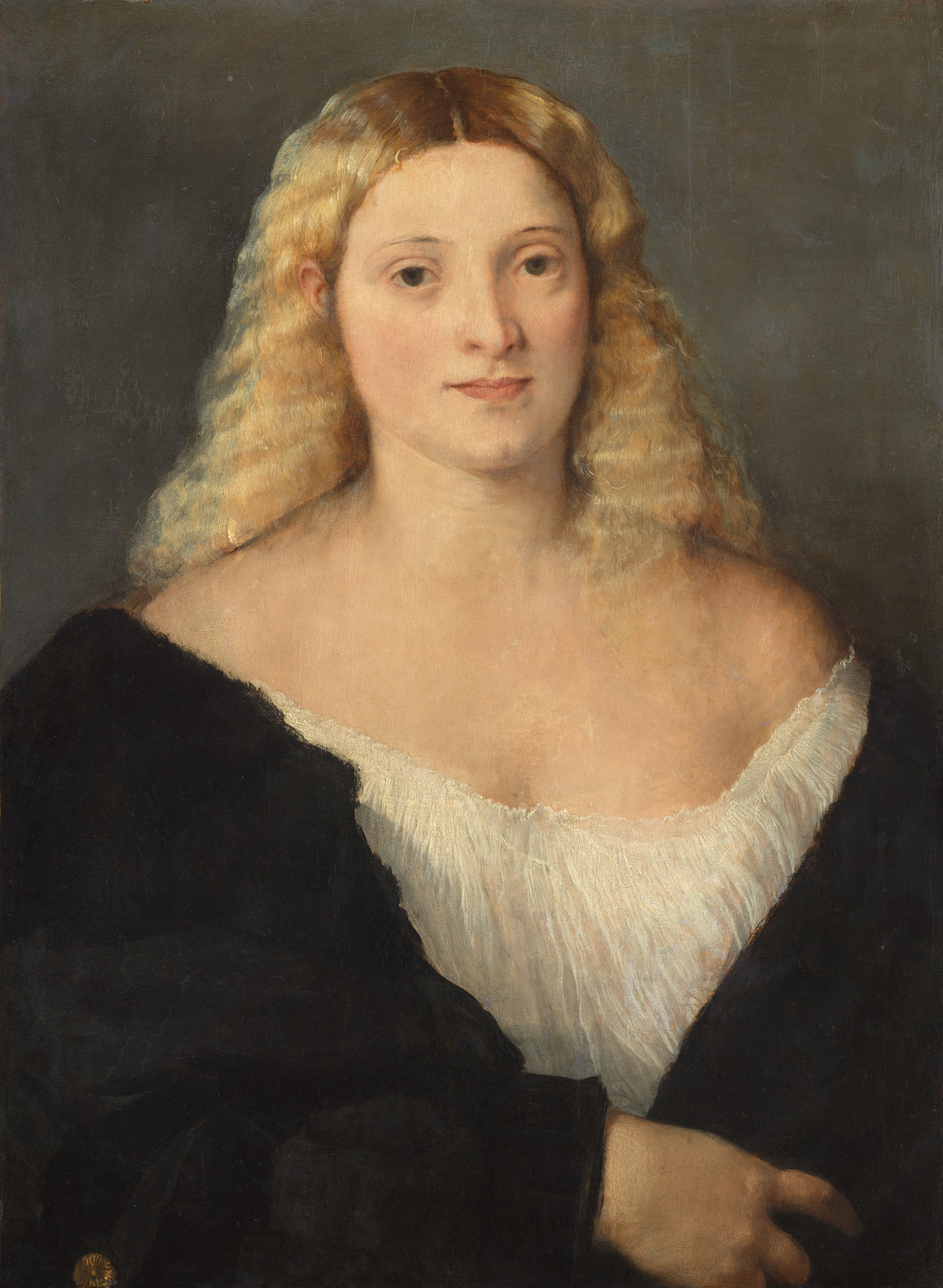
Giovane donna con veste nera (Kunsthistorisches Museum)
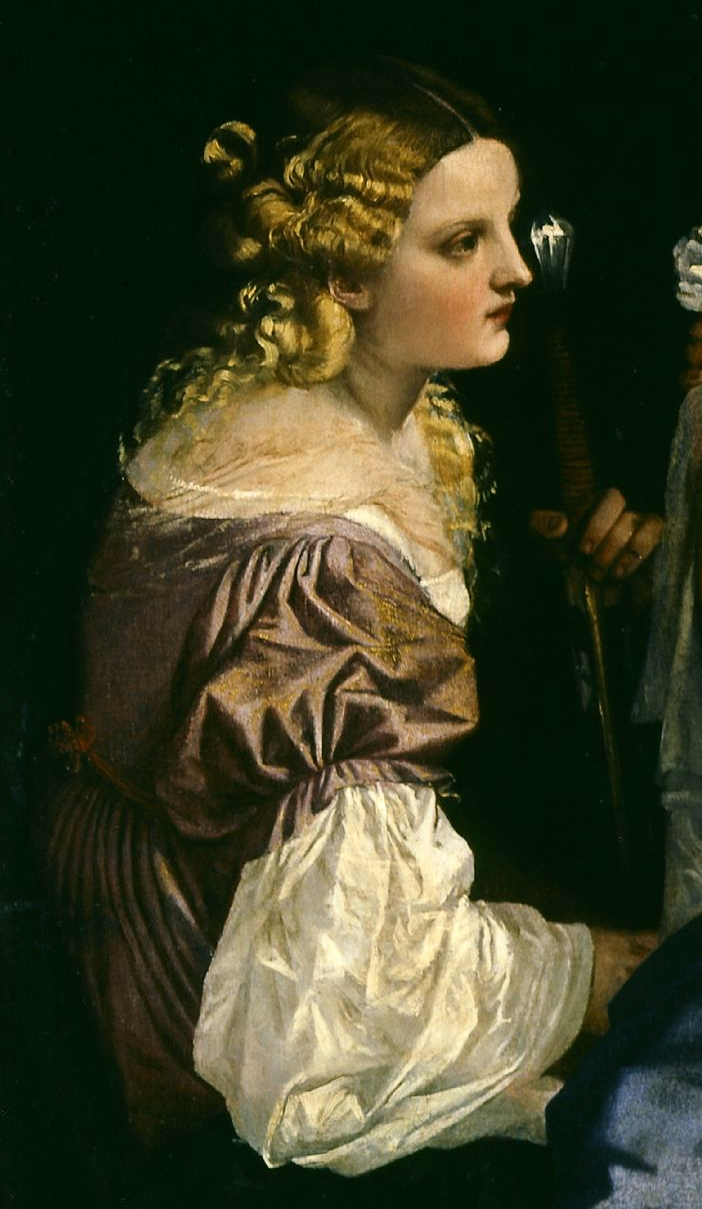
Sacra conversazione Balbi (Fondazione Magnani-Rocca, dettaglio)
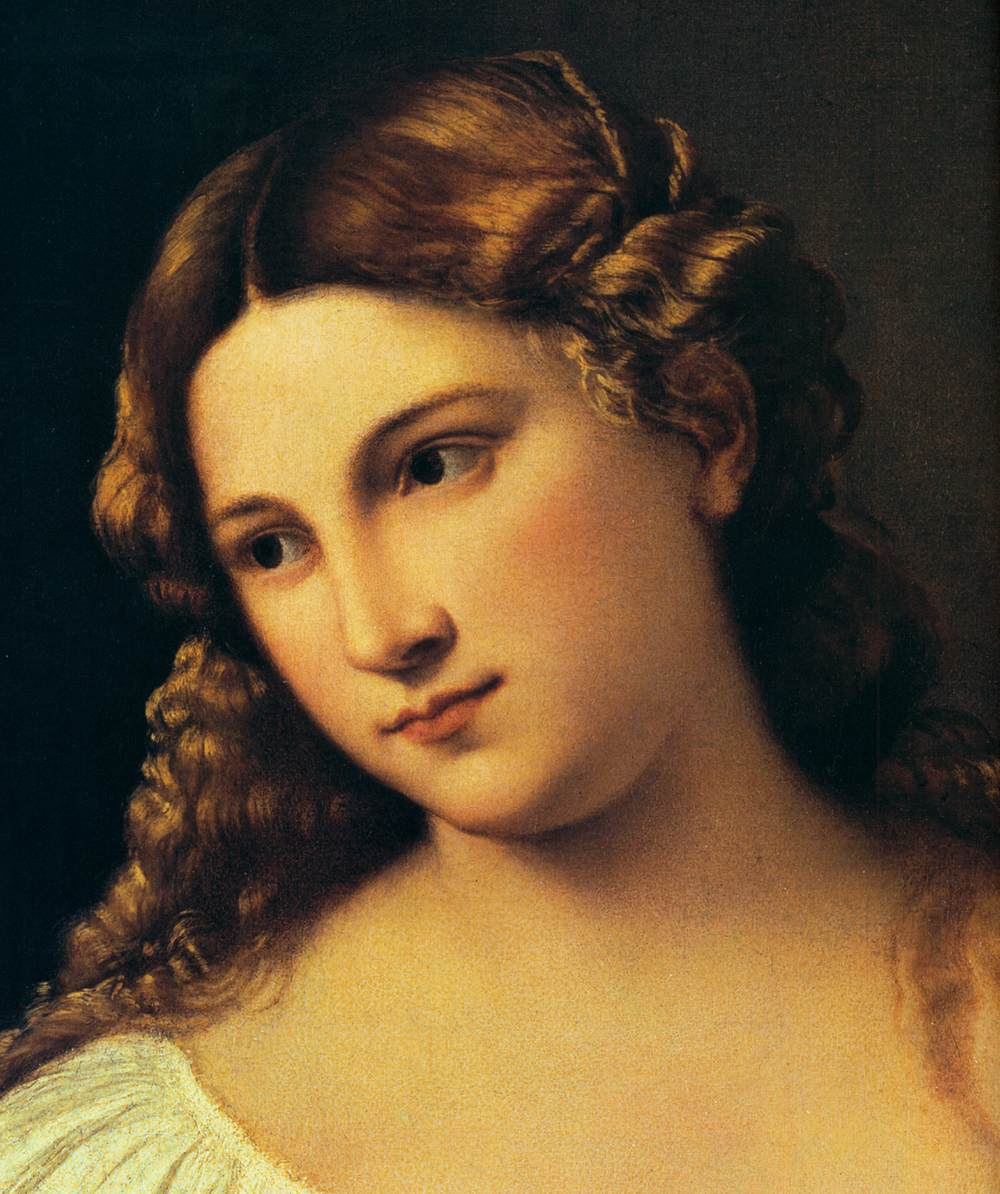
Flora (Uffizi, dettaglio)
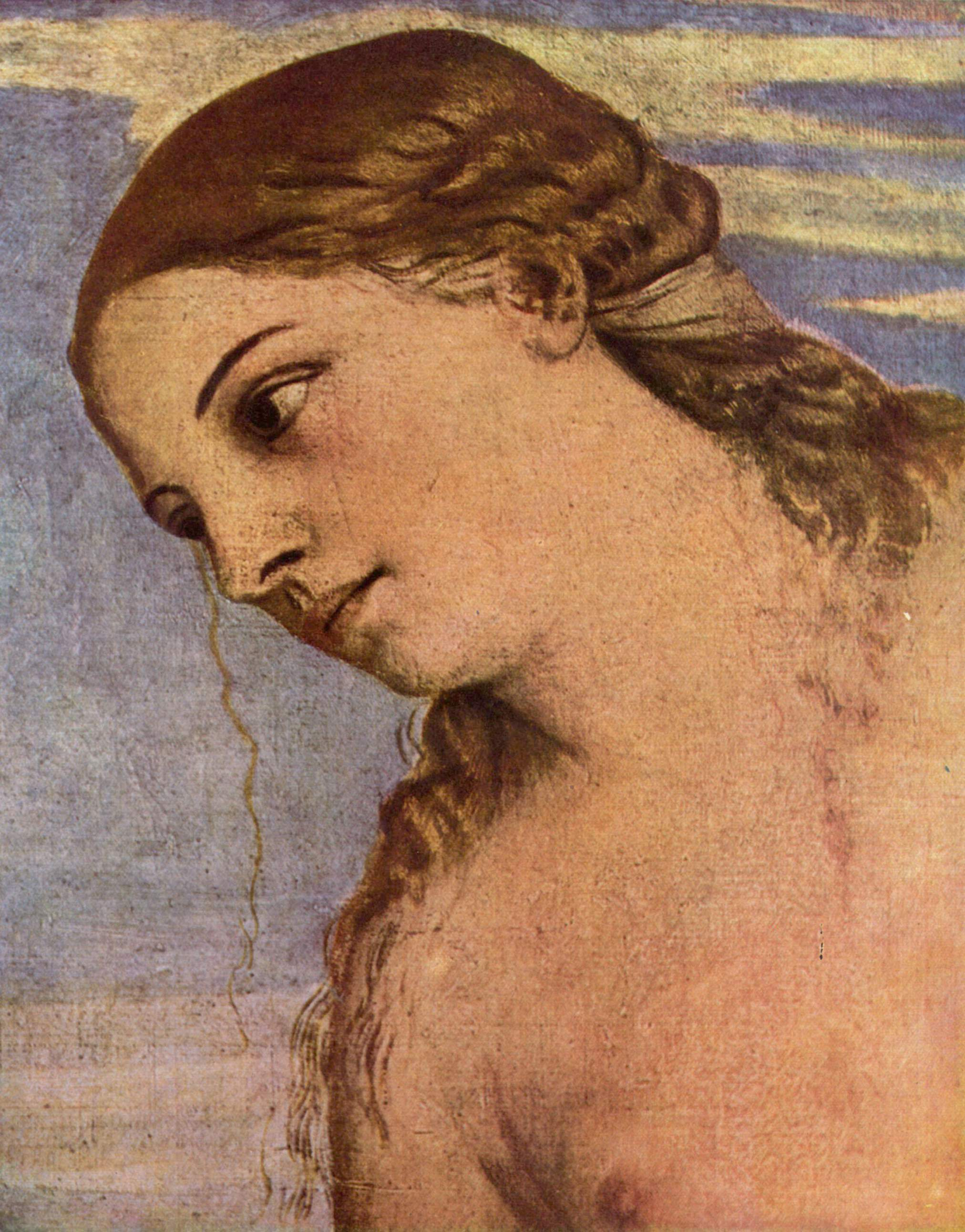
Amor sacro e Amor profano (Galleria Borghese, dettaglio)
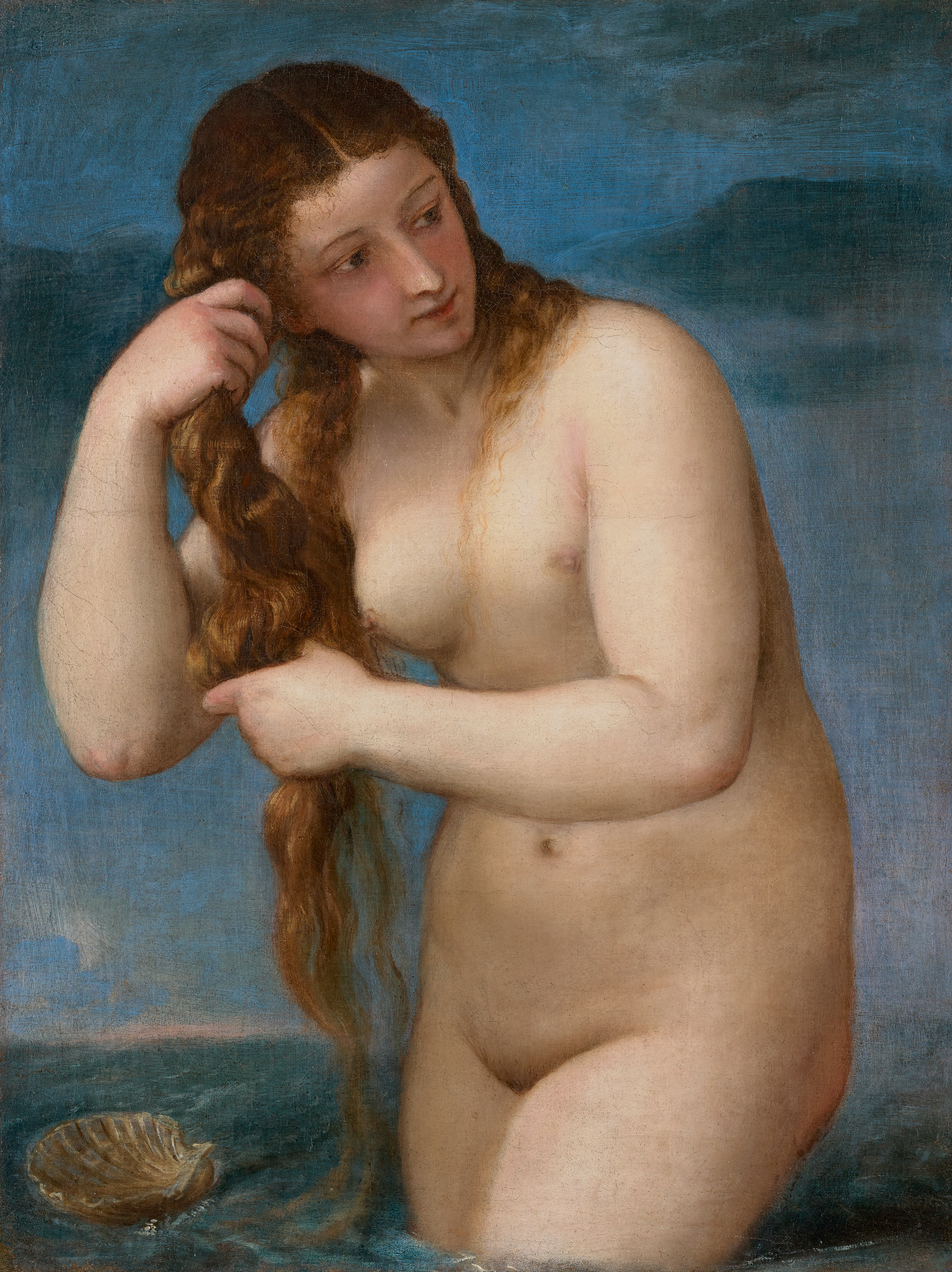
Venere Anadiomene (National Gallery of Scotland)
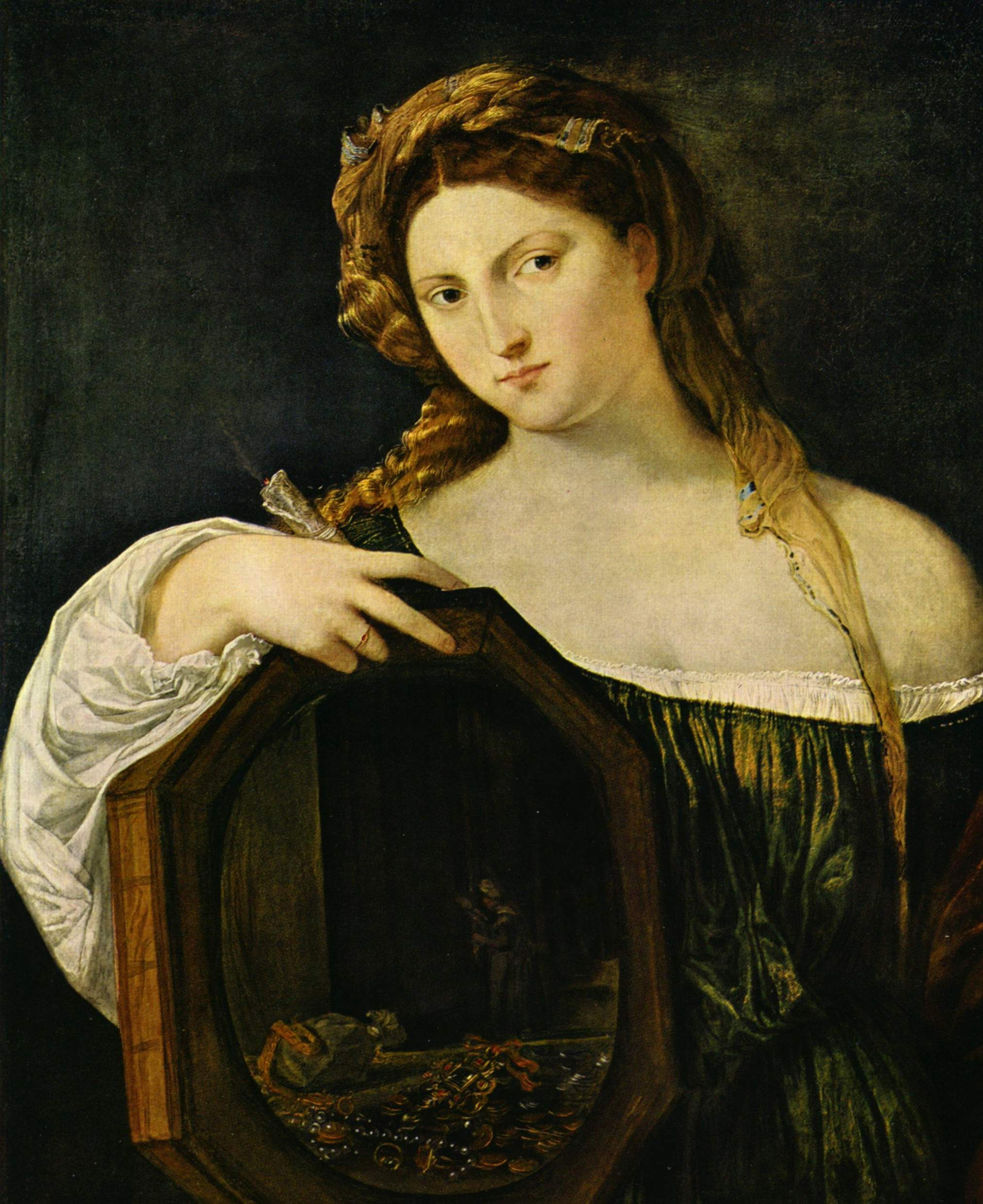
Vanità (Alte Pinakothek)